# 名岐鉄道デボ800形電車
名岐鉄道デボ800形電車（めいぎてつどうデボ800がたでんしゃ）は、現・名古屋鉄道（名鉄）の前身事業者である名岐鉄道が、主に優等列車運用に供する目的で1935年（昭和10年）より導入した電車（制御電動車）である。
同年8月には名岐鉄道（名岐）と愛知電気鉄道（愛電）の合併により現・名古屋鉄道（名鉄）が発足したため、同年4月に落成したデボ800形801 - 805の5両は名岐鉄道最後の新製車両となった。また、現・名鉄発足後の同年12月にはデボ806 - デボ810の5両が落成し、デボ800形に属する車両は計10両となった。
デボ800形は幕板部分を広く取った18 m級2扉車体・110 kW級主電動機（架線電圧1,500 V時）・電動カム軸式間接自動加速制御器・自動空気ブレーキなど、1950年代前半までに名鉄が導入した鉄道車両各形式に共通する基本仕様を確立した車両形式である。デボ800形より始まったこれらの特徴を備える大型吊り掛け駆動車各形式は、後に「AL車」と総称されることとなった。
現・名鉄発足後に実施された形式称号改訂にてデボ800形はモ800形（初代）と形式称号を改め、後に同形の制御車ク2300形（初代）および付随車サ2310形の両形式が増備された。これらは後年の各種改造を経て、最終的に制御電動車モ800形（初代）・制御電動車モ830形・制御車ク2310形の3形式に再編された。前記3形式は800系と総称され、モ830形は1980年（昭和55年）まで、ク2310形は1988年（昭和63年）まで、モ800形は1996年（平成8年）まで、それぞれ運用された。
以下、本項においては、上掲3形式を総称する場合は「本系列」と記述し、また編成単位の説明に際してはモ800形およびモ830形の車両番号をもって編成呼称とする（例：モ800形801-ク2310形2311の2両で組成された編成は「801編成」）。

## 導入経緯
名古屋電気鉄道の解散に際して、後の犬山線・津島線などに相当する「郡部線」と総称される郊外線部門を継承して発足した旧・名古屋鉄道は、他事業者の吸収合併や新規路線開業によって順次路線網を拡大した。その一方で、名古屋市と岐阜市という2つの大都市を直結する都市間路線を形成することを目論み、既存路線である清洲線を延伸する形で名岐間直通路線の建設に着手した。
旧・名古屋鉄道は1930年（昭和5年）8月の美濃電気軌道買収を機に、同年9月に社名を名岐鉄道と改称、1935年（昭和10年）4月には新一宮（現・名鉄一宮） - 新笠松（現・笠松）間が開通した。これにより、既開業区間と合わせて押切町 - 新岐阜（現・名鉄岐阜）間の名岐間直通路線「名岐線」が全線開通し、会社発足当時からの悲願を達成した。
名岐鉄道はこの名岐線全線開通に際して、旧・名古屋鉄道当時に新製されたデセホ750形以来6年ぶりとなる新型車両を導入することとした。発注先である日本車輌製造本店において、1934年（昭和9年）9月7日付で設計図面「組-5-ハ-2837」が作成され、翌1935年（昭和10年）4月にデボ800形801 - 805の5両が落成した。名岐線においては全線開通時より特急列車の運行が開始され、デボ800形はこの特急列車運用に供する車両として設計・製造されたものである。
名岐鉄道における名古屋側の拠点駅は柳橋であり、押切町 - 柳橋間は名古屋市電との共同運行区間で、かつ公道上に線路が敷設された併用軌道区間となっていた。そのため、従来名岐鉄道が保有した鉄道車両（2軸ボギー車）は概ね15 m級の中型車体とし、集電装置としてパンタグラフとトロリーポールを併設するなど、併用軌道区間の走行を考慮した設計が採用された。対して、デボ800形は地方鉄道法に準拠した18 m級の大型車体を採用し、主電動機出力を従来車と比較して4割以上増強、集電装置も落成当初からパンタグラフのみを搭載するなど、併用軌道区間への入線を考慮しない名岐鉄道初の本格的な高速電車として設計・製造された。前述デセホ750形との車体寸法の比較では、車体長で約3,300 mm・車体幅で300 mmそれぞれ大型化されている。そのため、デボ800形の導入に際しては、既開業区間の各所にて軌道中心間隔の拡大および曲線の緩和など、地上設備の改良工事が施工された。
デボ800形が充当された名岐線の特急列車は、押切町 - 新岐阜間を35分で結び、当時の東海道本線の普通列車が名古屋 - 岐阜間に50分を要していたことと比較して大幅な所要時分短縮を実現した。

## 車体
構体主要部分を普通鋼製とした、車体長17,500 mm・車体幅2,700 mm（全長18,354 mm・全幅2,740 mm）の半鋼製車体を備える。台車心皿中心間隔は12,000 mmとし、この数値は現・名鉄発足後も保有車両の標準値として、戦後に新製された3800系において変更されるまで各形式に踏襲された。屋根部は、幕板上部で屋根と側板が区分される普通屋根構造を採用する。屋根と側板との境界部には雨樋を設置し、妻面の雨樋は妻面中央部を頂点とする緩い円弧を描く曲線形状としている。
前後妻面とも運転台を備える両運転台構造を採用、妻面は緩い丸妻形状とし、妻面中央部には660 mm幅の貫通扉を備え、その左右に750 mm幅の前面窓を配置する。側面を含む全ての窓は上下寸法を859 mmで統一し、下端部を軌条面より1,963 mmの位置に設けている。そのため、幕板部の上下寸法が430 mmと広く取られていることが特徴である。この設計方針は、管轄省庁へ提出した設計認可申請書にて「車内網棚上部の寸法を十分に確保するため」と説明され、多少の数値の変動はありつつ後継の各形式にも踏襲された。前照灯は白熱灯式のものを屋根部へ前後各1灯、標識灯は妻面向かって左側の腰板部へ前後各1灯、それぞれ装備する。標識灯は後年妻面向かって右側の腰板部にも増設されている。また、各妻面下部の台枠部には3枚歯仕様のアンチクライマーを全幅にわたって装着する。
側面には500 mm幅の乗務員扉、740 mm幅の側窓、1,210 mm幅の片開客用扉をそれぞれ配置する。従来車の多くが3扉仕様であったのに対して、デボ800形は2扉仕様と客用扉が片側1箇所減少したため、多客時対策として客用扉幅が900 mm程度であった従来車と比較して大幅に拡幅されている。客用扉両脇の吹き寄せ柱は290 mm幅、窓間柱は80 mm幅であるが、戸袋窓部のみ窓間柱を290 mmとしている。側面窓配置は d 2 D (1) 8 (1) D 2 d（d：乗務員扉、D：客用扉、各数値は側窓の枚数、カッコ内は戸袋窓を示す）である。客用扉は落成当初より自動扉仕様で、東洋電機製造K-2自動開閉器（ドアエンジン）を各客用扉に搭載する。また、客用扉の下部には内蔵型の乗降用ステップが設置され、客用扉下端部が車体裾部まで引き下げられている。前面窓を含む全ての開閉可能窓は、下段の上下寸法を大きく取った上段固定下段上昇式の二段窓構造で、固定窓である戸袋窓も窓桟によって二分割され、他と形状を揃えている。
車体塗装は旧・名古屋鉄道以来の標準塗装であるマルーン1色塗装を踏襲する。屋根部には一端にパンタグラフを1両あたり1基搭載するほか、ガーランド形ベンチレーター（通風器）を1両あたり10基、屋根部左右に5基ずつ二列配置する。
車内座席は、客用扉間の開閉可能窓8枚分に相当する箇所へ左右計10脚の固定クロスシート（ボックスシート）を設け、その他の座席をロングシートとしたセミクロスシート仕様である。運転台は片隅式構造とし、車内から妻面に向かって左側の各運転台スペースにのみ仕切り壁が設置されている。車内照明は白熱灯式で、直流100 V電源による40 Wの白熱電球照明を1両あたり20個設置する。その他、落成当初より電気式の車内暖房装置（直流130 V、出力500 W）を1両あたり6基、座席下へ搭載する。

## 主要機器
電装品は、旧・名古屋鉄道当時より英国イングリッシュ・エレクトリック (EE) 製、またはEE社のライセンシーである東洋電機製造製の機種を数多く採用した経緯から、デボ800形もそれを踏襲した。特に、後述するES系電動カム軸式間接自動加速制御器やTDK-528系主電動機、および日本車輌製造製のD形台車については、その後の名鉄AL車における標準機種として後継形式にも普及した。また、デボ800形は将来的な架線電圧1,500 V昇圧実施を考慮して、小改造で昇圧対応が可能な仕様としている。
制御装置は東洋電機製造ES-509-B電動カム軸式自動加速制御器を採用、各運転台に搭載されたES-54-A主幹制御器（マスコン）によって力行制御を行う。直列5段・並列4段の計9段の抵抗制御のほか、高速運転への対応のため、デセホ750形では準備工事に留められた弱め界磁制御（1段）を名岐鉄道の保有車両として初めて実装した。
主電動機は東洋電機製造TDK-528/5-F直流直巻電動機を1両あたり4基、歯車比3.21 (61:19) にて搭載する。TDK-528/5-Fは、端子電圧600 V（架線電圧600 V）環境下においては一時間定格出力93.25 kW・同定格回転数950 rpmと標準的な特性に留まるものの、端子電圧750 V（架線電圧1,500 V）環境に換算すると特性は一時間定格出力112.5 kW・同定格回転数1,188 rpmとなり、1930年代当時に設計・製造された主電動機としては異例の高速回転型主電動機であった。駆動方式は吊り掛け式である。
台車は形鋼組立形の釣り合い梁式台車である日本車輌製造D16を装着する。固定軸間距離は2,200 mm、車輪径は910 mmで、軸受は平軸受（プレーンベアリング）仕様である。
制動装置は従来の標準仕様であったSME三管式非常直通ブレーキに代わって、より保安度の高い制御管式自動空気ブレーキを採用する。制動弁は芝浦製作所（現・東芝）製のJ三動弁を採用、J三動弁を設計した米国ゼネラル・エレクトリック (GE) における呼称基準に倣ってAVR自動空気ブレーキと呼称された。
集電装置は東洋電機製造C-5A菱形パンタグラフを、連結器は柴田式下作用型の並形自動連結器を採用する。その他、低圧電源供給用の直流電動発電機 (MG) および制動装置などの動作に用いる空気圧供給用の電動空気圧縮機 (CP) を、それぞれ1両あたり1基搭載する。

## 導入後の変遷

### 導入から制御車の増備まで

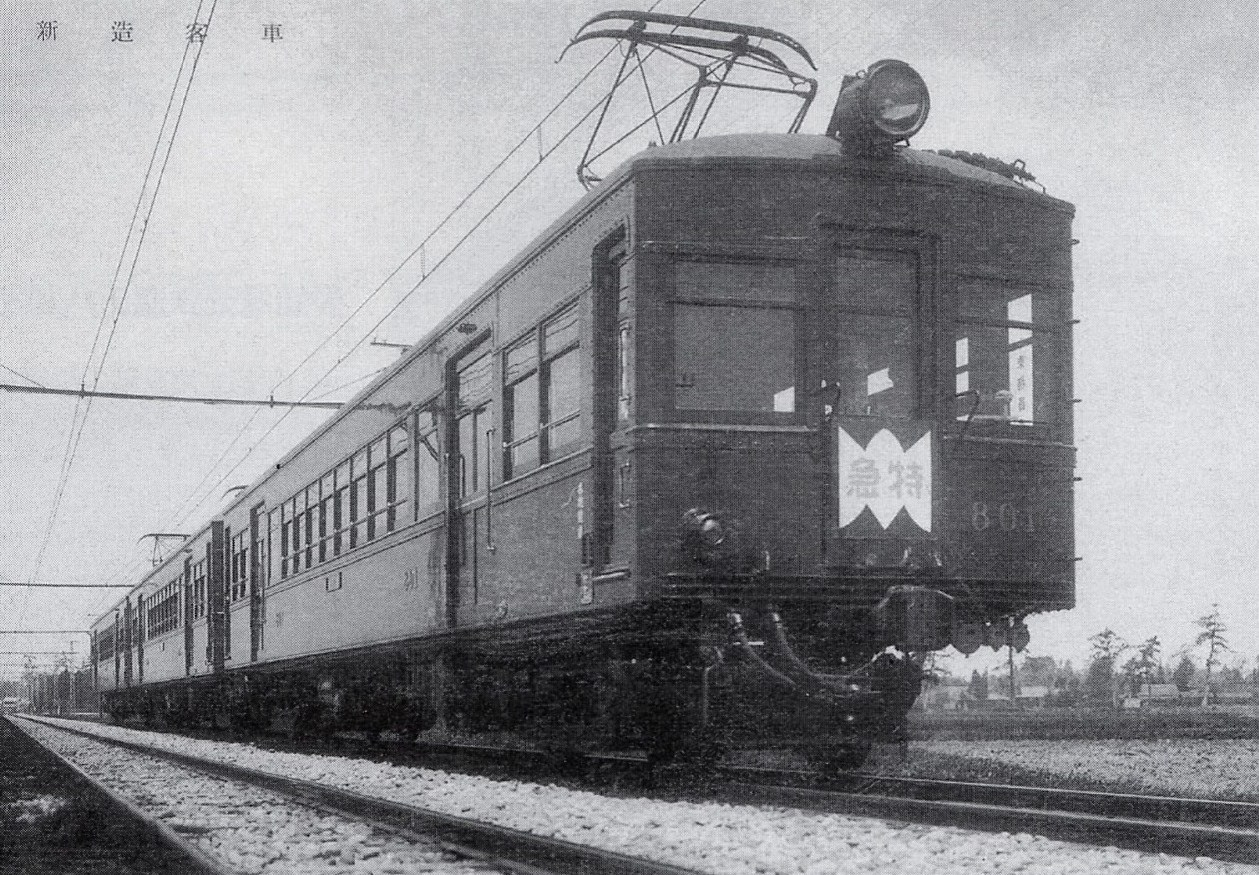
特急に充当されたデボ800形801

導入後は主に名岐線における特急・急行列車運用へ充当された。前述の通り、デボ800形は名古屋側の拠点駅である柳橋への入線が不可能であったことから、名岐線の特急・急行列車は全列車とも押切町を発着駅として、柳橋を発着する列車と押切町にて接続する運行ダイヤが設定された。また、デボ800形の就役までに軌道改良および車両限界拡大工事が間に合わなかった区間については、当該区間は運転速度を時速16 km/h以下に制限して走行する旨申請を行い、特認を受けた。この徐行運転は1935年（昭和10年）5月までの限定措置で、改良工事完成に伴って制限は撤廃されている。
名岐鉄道は1935年（昭和10年）8月1日付で愛知電気鉄道と対等合併し、現・名古屋鉄道（名鉄）が発足した。合併後、名岐線を含む名岐鉄道由来の各路線は「西部線」と総称された。同年12月には現・名鉄発足後初の新車として、デボ806 - デボ810の5両が日本車輌製造本店にて落成、同5両の増備に伴って、デボ800形は犬山線の急行列車運用にも充当された。
デボ800形によって運用された名岐線・犬山線の優等列車は好評を博し、単行運転を想定して両運転台構造かつ全車電動車として落成したデボ800形であったが、実際には2両編成以上での運行が常態化した。そのため、西部線向けの流線形電車として導入が計画された850系「なまず」の新製に際しては、デボ800形を電装解除して電装品を転用する方針が策定された。1936年（昭和11年）12月にデボ802・デボ803（車両番号は初代）の2両が電装解除・制御車化改造を受け、ク2250形2251・2252（形式・記号番号とも初代）と形式・記号番号を改めた。
また、1937年（昭和12年）2月には当初より制御車として設計されたク2300形2301・2302（形式・記号番号とも初代）が、日本車輌製造本店にて新製された。ク2300形の基本設計はデボ800形を踏襲したが、片運転台構造である点が異なり、側面窓配置は d 2 D (1) 8 (1) D 3 と設計変更された。片運転台構造化に伴って車両定員は125人（座席68人）に増加した。台車はデボ800形と同様に日本車輌製造D16を装着、またク2300形は制御車ながら運転台側の屋根上へ東洋電機製造PT-7菱形パンタグラフを搭載した。

### モ800形への改形式・付随車の増備など
1941年（昭和16年）に実施された名鉄保有車両の形式称号改訂にて、デボ800形はモ800形と形式を改めた。形式改訂と同時に、前述した制御車化改造によって生じた空番を解消する目的で、デボ804・デボ805（ともに初代）がモ802・モ803（ともに2代）と、デボ809・デボ810（ともに初代）がモ804・モ805（ともに2代）と、それぞれ改番された。
改訂に先立つ1938年（昭和13年）10月には中間付随車サ2310形2311 - 2315の5両が、同じく日本車輌製造本店にて新製された。落成当初より将来的な制御車化改造を意図して、基本設計はク2300形（初代）を踏襲したが、車内座席がオールロングシート仕様に変更されて車両定員が140人（座席70人）に増加したほか、台車が心皿荷重上限を1 t減じた日本車輌製造D15に変更され、屋根上のパンタグラフは省略され、通風器がガーランド形ベンチレーターの1列配置に改められた点が異なる。側面窓配置は d 2 D (1) 8 (1) D 3 でク2300形と同一であり、乗務員扉を備える側の妻面屋根部には前照灯の取付ステーが装着された状態で落成した。
その後、西部線の輸送力増強に伴う長編成運転を目的として、1941年（昭和16年）7月12日付設計変更認可にてモ800形およびク2250形・ク2300形全車を対象に、常用制動装置を従来のJ三動弁を用いる制御管式自動空気ブレーキから、ウェスティングハウス・エレクトリック (WH) 社の原設計に基く三菱電機製のM三動弁を用いた元空気溜管式自動空気ブレーキに改造した。モ800形に採用された制動装置はAMM、ク2250形・ク2300形に採用された制動装置はACMとそれぞれ呼称された。なお、サ2310形は改造対象から除外されたため、以降モ800形との編成の組成が不可能となり、沿線に軍需工場が多く存在したため太平洋戦争の本格化に伴って輸送力増強の必要性に迫られていた各務原線へ転属、他形式の付随車として運用された。
翌1942年（昭和17年）に、従来セミクロスシート仕様であったモ800形・ク2250形・ク2300形について車内座席のロングシート化改造を施工し、また同時期には西部線における電動車不足の解消を目的として、ク2250形およびク2300形の電動車化改造が施工された。なお、ク2300形の電動車化改造については、当初850系の制御車ク2350形を電動車へ改造する計画であったところ、ク2350形の流線形の前面形状が連結運転に不向きであることなどを理由に中途計画が変更され、ク2350形の電動車化改造用に調達した電装品をク2300形へ転用したものとされる。
電動車化改造後、ク2250形2251・2252は再びモ800形へ編入されてモ809・モ810と形式・記号番号を改め、ク2300形2301・2302はモ830形と新規形式に区分され、記号番号はモ831・モ832と改められた。新規形式区分が820番台を飛ばして830番台とされたのは、当時計画が具体化しつつあった西部線幹線区間の架線電圧1,500 V昇圧工事に関連して「モ820形」の導入が計画されていたためとされる。
また、同時期には従来マルーン1色塗装であった車体塗装について、順次ダークグリーン1色塗装への変更が本系列全車を対象に実施された。
モ800形・モ830形は太平洋戦争中における戦災による被災を免れたものの、前記した事情から度重なる空襲被害を受けた各務原線にて運用されたサ2310形のうち、サ2314・サ2315の2両が空襲により車体を全焼、終戦後間もなく応急的に修復されて運用に復帰した。

### 東西直通運転
前述の通り、西部線は従来柳橋を拠点駅としたが、これを神宮前を拠点駅とする愛知電気鉄道由来の「東部線」と接続する「東西連絡線」建設計画が現・名鉄発足当時より存在した。
計画は西部線の枇杷島橋付近より分岐して国鉄名古屋駅の地下に新ターミナル駅（新名古屋駅）を設置、新名古屋以南は東海道本線に沿って線路を敷設して東部線の神宮前に至る、延長9.1 kmの路線を新規に建設するものであった。このうち、枇杷島橋 - 新名古屋（現・名鉄名古屋）間3.3 kmを第一期工事区間として1937年（昭和12年）7月に着工、1941年（昭和16年）8月12日に枇杷島橋 - 東枇杷島信号所 - 新名古屋間の通称「笹島線」が開通した。これにより、本系列はターミナル駅へ直接入線することが可能となった。
残る新名古屋 - 神宮前間5.8 kmの第二期工事区間は1942年（昭和17年）8月に着工、1944年（昭和19年）9月1日に開通し、東西両路線が接続された。ただし、懸案であった西部線の架線電圧を従来の直流600 Vから東部線幹線区間と同一の直流1,500 Vに昇圧する工事は、太平洋戦争激化による資材不足のため完成の見通しが立たなかった。そのため、開通当初の運行系統は金山橋（現・金山）を境界駅として東西に二分され、第二期工事区間のうち西部線側の新名古屋 - 金山橋間については折り返し運転による連絡輸送が行われた。
本系列は前述の通り、設計段階より架線電圧1,500 V昇圧を考慮していたことから、西部線の昇圧工事完成に先立つ1943年（昭和18年）より昇圧対応改造が開始され、うちモ809・モ810の2両が同年4月に東部線へ転属し、運用を開始した。終戦後の1948年（昭和23年）1月には、モ801・モ802が前記2両と入れ替わる形で東部線へ転属し運用された。
西部線の幹線区間（名岐線・犬山線・津島線・一宮線）の架線電圧昇圧工事は、太平洋戦争終戦後の1948年（昭和23年）5月12日に完成した。同年5月16日より金山橋を境界駅とする運行系統分断が解消、名岐線と東部線の幹線路線である豊橋線は運行系統が一本化されて「名古屋本線」となり、豊橋 - 新名古屋 - 新岐阜間の東西直通運転が開始された。
本系列全車も昇圧当日までに昇圧対応工事を施工し、直通運用に充当された。ただし、この昇圧工事は極めて準備期間の短い突貫工事であったことから、当初は車両故障や地上設備の故障などトラブルが続出した。本系列においても、モ801が堀田駅にて昇圧対応工事を施工した電動空気圧縮機 (CP) の故障に起因する車両火災を起こし、車体を全焼した。モ801は同年内に焼損した構体を再利用して応急的に修復され、後に鳴海工場にて外板の張替えなど本格的な修復工事が施工された。

### 戦後の動向
サ2310形については戦中より先頭車化改造が計画されていたが、資材不足のため施工は戦後にずれ込み、1946年（昭和21年）12月にサ2312・サ2313の2両が運転機器を装備して制御車ク2310形2312・2313となった。同時に制動装置をモ800形・モ830形と同じく三菱電機製のM三動弁を用いたACM元空気溜管式自動空気ブレーキに改造、再びモ800形・モ830形との編成が可能となった。残るサ2311・サ2314・サ2315についても、1948年（昭和23年）初頭までに全車先頭車化および制動装置の改造が施工されてク2310形へ編入された。この際、戦災復旧車であるク2314・ク2315については歪みが生じた台枠の修復・外板の張替えなど本格的な修復工事が同時に施工された。
片運転台構造のモ830形831・832は電動車化当初より電動車化改造と同時期に新製されたク2180形2181・2182と車両番号末尾を同番号で揃えた固定編成を組成した一方で、両運転台構造のモ800形は編成を組成する制御車が固定されていなかったが、ク2310形の竣功に伴ってモ801 - モ805がク2311 - ク2315と車両番号末尾を同番号で揃えた固定編成を組成した。また、モ806 - モ808は1953年（昭和28年）以降、ク2650形2653 - 2655とそれぞれ固定編成を組成した。このうち、モ807・モ808は1952年（昭和27年）からク2650形と固定編成化されるまでの期間、850系の3両編成化に際して中間車代用となり、両側妻面に幌枠および貫通幌を新設して貫通編成を組成した。
残るモ809・モ810については、モ809の新岐阜寄り妻面・モ810の豊橋寄り妻面に幌枠および貫通幌を新設し、同2両による2両編成を組成した。モ809・モ810は2両編成として他のAL車と共通運用されたほか、編成を解いて荷物電車運用や増結運用、さらには工場入出場車両の牽引用途にも供されるなど、後述する片運転台化改造の対象からも除外され、両運転台構造の特性を生かして機動的に運用された。
このように制御車各形式との事実上の固定編成化が進められたことにより、両運転台仕様であるモ800形の連結面側運転台は不要となったため、モ801 - モ808の8両を対象に1957年（昭和32年）から1959年（昭和34年）にかけて新岐阜寄り（非パンタグラフ側）の運転台を撤去する片運転台化改造が施工された。最初に施工されたモ802は運転関連機器のみを撤去して運転室は存置されたが、次いで施工されたモ801・モ803 - モ808は運転室を完全撤去して客室化し、側面窓配置はd 2 D (1) 8 (1) D 3と変化した。この結果、モ801・モ803 - モ808についてはモ830形との実質的な差異が消滅した。
また、上記片運転台化改造と並行して、本系列全車を対象に車内天井部内張りの金属化・制御装置の換装・主電動機の更新修繕などが施工された。主電動機は更新修繕に際してTDK-528/15-KMと型番が変更となり、また制御装置の換装はモ800形803・モ830形832の2両を除く全車を対象に実施され、従来のES-509改から、名鉄AL車の標準機種である東洋電機製造ES-568-A電動カム軸式自動加速制御装置（直列7段・並列6段・弱め界磁1段）に換装された。
次いで、1961年（昭和36年）から1963年（昭和38年）にかけて、全車を対象とする車内放送装置の新設・固定連結面間の棒連結器化のほか、客用扉下部の内蔵ステップ撤去・客用扉の鋼製扉化・前面窓枠のアルミサッシ化・戸袋窓のHゴム固定支持化など、各種近代化改造が順次施工された。ただし、これらの改造は予算の都合などから全車統一した内容で施工されたものではないため、各車の仕様の差異は多岐にわたった。また、モ800形802・モ830形831の2両については高運転台化改造が施工され、同改造を施工された他のAL車と同じく前面のウィンドウシル・ヘッダーが埋め込まれて、小型化された前面窓とともに外観に変化が生じた。モ831は同時に側窓枠のアルミサッシ化も施工された。
その後、モ830形は1965年（昭和40年）12月にク2180形との編成を解き、850系の3両編成化に際して編成中間に組み込まれた。中間車代用となったモ831・モ832は運転台側妻面の連結器を棒連結器へ交換し、前面に幌枠および貫通幌を新設、貫通編成を組成した。1969年（昭和44年）7月に850系は再び2両編成化され、編成から外れたモ831・モ832は新たにク2500形2501・2502と編成を組成した。

### 淘汰開始および中断・各種改造

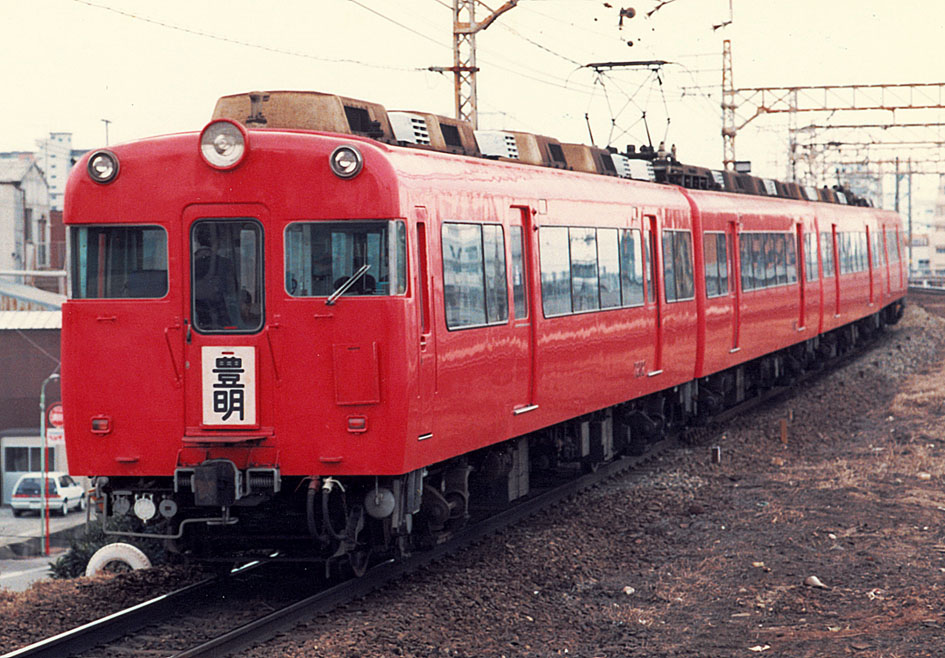
（参考）7300系電車。本系列をはじめとするAL車の車体更新車として1971年に導入された。

幾度もの改造を経て長らく第一線で運用された本系列であるが、7000系「パノラマカー」など新型車両の導入に伴って、1969年（昭和44年）5月にモ800形803・806・807およびク2310形2315の計4両が運用を離脱した。このため、編成相手を失ったモ805とク2313は同2両で新たに編成を組成し、末尾同番号同士を基本としたモ800形・ク2310形の固定編成に初の例外が生じた。
ク2315は1969年（昭和44年）7月2日付で除籍され、同年8月に福井鉄道へ貸与されたのち正式譲渡された。また、モ803は1969年（昭和44年）10月28日付で除籍となり、こちらは東芝府中工場へ売却された。モ806・モ807については長期間休車となったのち、1971年（昭和46年）8月2日付で除籍され、主要機器を7300系新製に際して供出し、車体は解体処分された。
本系列を含むAL車各形式を種車とする7300系への車体更新はその後も継続する計画であったが、1970年代の高度経済成長期における輸送量増加は年々激しさを増し、同数代替となる車体更新車の増備よりも車両数が純増となる新製車の増備が求められたことから、7300系の導入は1971年（昭和46年）度のみで打ち切られた。さらに1973年（昭和48年）の第一次オイルショックによって従来自家用車を利用した通勤客の公共交通機関への移転が進み、朝夕ラッシュ時における混雑率の悪化は限界に達した。名鉄は輸送事情改善のため戦後の大手私鉄事業者としては異例となる他社からの譲渡車両導入に踏み切るという非常手段を選択せざるを得ない状況となり、従来車の代替を実施する余裕はなくなったため、本系列の淘汰も一時中断された。
淘汰計画中断を受け、残存した車両を対象に前面貫通扉および客用扉の鋼製扉化・戸袋窓のHゴム固定支持化など、各部の近代化改造が1974年（昭和49年）から1976年（昭和51年）にかけて順次施工された。ただし、これらは全車統一した内容では施工されず、例えばモ810は前面貫通扉が木製のまま存置され、ク2311は後年まで木製扉と鋼製扉が混在した状態にて運用された。その他、全車を対象にワイパーの自動動作化・前照灯のシールドビーム化・車内照明の蛍光灯化が順次施工された。
また、モ809・モ810の2両は1975年（昭和50年）4月に名鉄式自動解結装置（M式自動解結装置）の現車試験車となった。M式自動解結装置は、列車の連結および解放を運転台に搭載されたスイッチによる遠隔操作によって自動的に行う装置であり、試験供用に際してはモ809の新岐阜寄りとモ810の豊橋寄りの各連結器を、電気連結器を装備した密着自動連結器へ交換し、専用の胴受が新設された。同年9月の試験終了後も密着自動連結器と胴受はそのままとされ、同2両の特徴となった。
名鉄においては、1960年代以降に従来車のうちロングシート車を対象に座席のセミクロスシート化を順次施工したが、本系列は施工対象から除外され、ロングシート仕様のまま存置された。そのため、本系列の車体塗装は長らくロングシート車用の塗装であるダークグリーン1色塗装とされていたが、1975年（昭和50年）の3880系の導入を契機として、名鉄の保有車両における統一標準塗装がスカーレット1色塗装と定められたため、本系列も順次塗装変更が実施された。
その他、1980年（昭和55年）3月から翌1981年（昭和56年）9月にかけて、モ800形801・802・804・805・809・810のD16台車、およびク2310形2311 - 2314のD15台車を、7300系の台車新製に際して発生したコロ軸受（ローラーベアリング）化改造済のD18台車へ換装する工事が施工された。前記10両から捻出されたD16・D15台車は間接非自動制御（HL制御）の車体更新車である3700系（2代）・3730系へ転用され、同系列が装着した種車由来の雑多な台車の淘汰に用いられた。

### モ3500形編入車

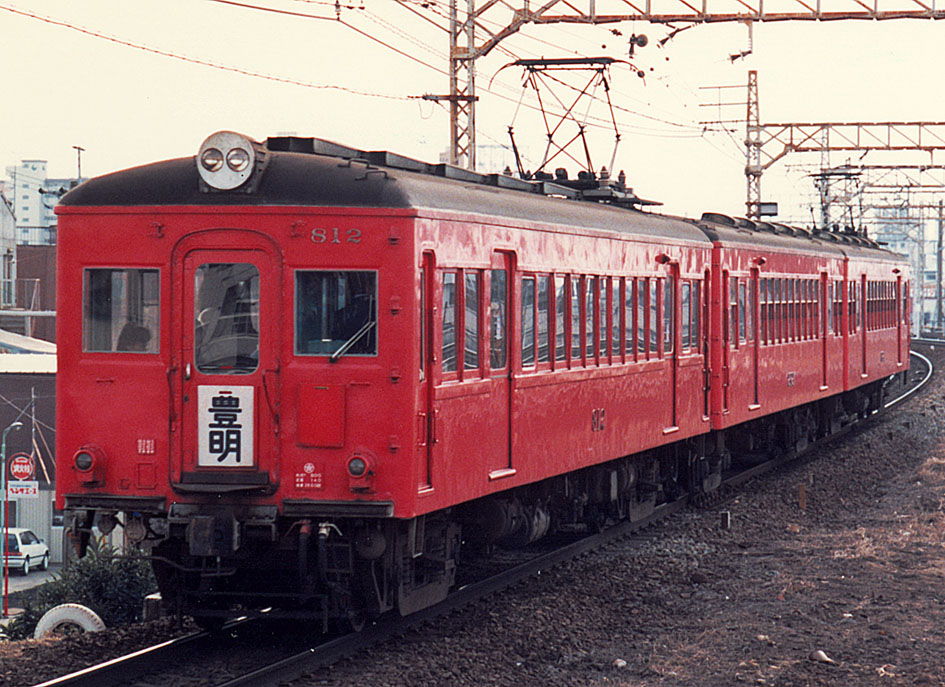
モ3500形から編入されたモ800形812

1981年（昭和56年）8月に、3880系の代替進行に伴う3両編成運用に供する車両の補充、および閑散路線区における単行運用に供する車両の増備を目的として、モ3500形3502・3503・3505の3両が両運転台化改造を施工し、同時に旧番順にモ812 - モ814と記号番号を改めてモ800形へ編入された。
さらに同年9月には、モ800形の片運転台化改造車で唯一連結面側の旧運転室を存置していたモ802が再度両運転台化され、モ811と記号番号を改めた。モ811の既存運転台（豊橋寄り運転台）は過去に高運転台化改造を施工されていたため、両運転台化改造に際しては復活する岐阜寄り運転台についても高運転台化改造が併せて施工された。
この結果、従来より両運転台構造であったモ809・モ810と合わせてモ800形の両運転台車は計6両に増加した。また前述の通り、両運転台化改造車は記号番号が既存車両の続番とされ、さらに異形式編入によってモ800形の両数が増加したため、当時発行された雑誌『鉄道ジャーナル』の読者投稿記事にて「モ800形に増備車が登場」として取り上げられるなど話題となった。
なお、モ812 - モ814はモ3500形当時に客用扉間の座席を転換クロスシートに換装されたセミクロスシート車であり、また側窓構造が一段上昇式であるなど、各部の仕様が元来のモ800形とは異なる。その他、モ811を含む4両の両運転台改造車は、改造に際して車内天井部に扇風機が新設された。

### 退役

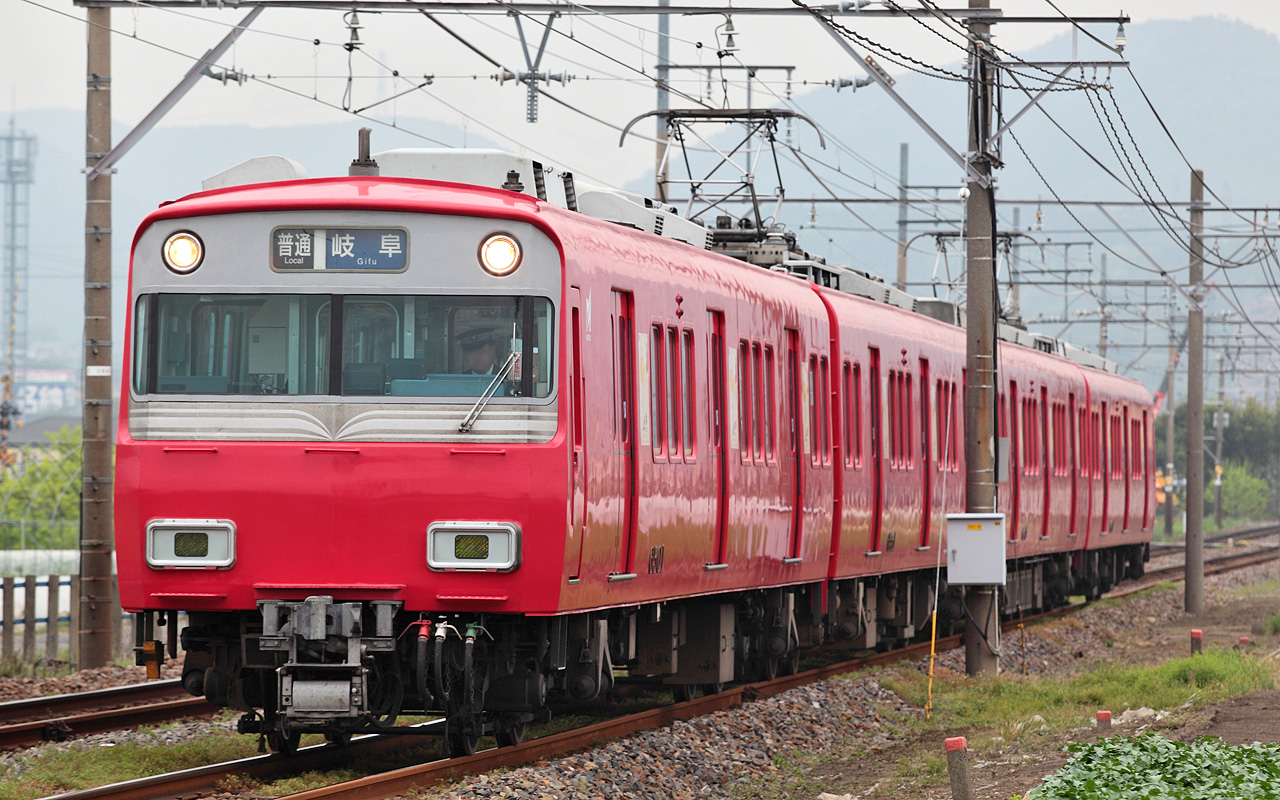
（参考）6500系電車。輸送力増強、および本系列をはじめとするAL車の代替目的で1984年より導入された。

1970年代後半には全車とも経年が40年を超過し、各部の老朽化が進行したことから、6000系の増備によって本系列の代替が1979年（昭和54年）より再開され、同年11月30日付でモ808・モ832が除籍された。翌1980年（昭和55年）3月1日付でモ831が除籍され、モ830形は形式消滅した。
さらに、上記モ802（→モ811）の両運転台化改造によって編成相手を失ったク2312が1981年（昭和56年）9月7日付で、805編成（モ805-ク2313）が1983年（昭和58年）3月4日付で、それぞれ除籍された。
805編成の除籍以降は一旦代替が中断されたものの、1987年（昭和62年）3月の国鉄分割民営化で発足した東海旅客鉄道（JR東海）への対抗策として1987年（昭和62年）から1989年（平成元年）にかけて実施された6500系・6800系など新型車両の大量導入に伴って、804編成（モ804-ク2314）が1988年（昭和63年）3月18日付で、801編成（モ801-ク2311）が同年3月31日付で相次いで除籍された。この結果、ク2310形は形式消滅となり、またモ800形の片運転台車も全廃となった。
一方、モ809 - モ814の両運転台車6両については単行運用や増結運用に重用されていたが、こちらも1989年（平成元年）7月28日付でモ809・モ810・モ813・モ814の4両が一挙に除籍され、以降、本系列は動態保存的にモ811（元来のモ800形）およびモ812（モ3500形編入車）の2両が残存するのみとなった。なお、当初は原型車であるモ809・810を残す計画で1988年12月に全般検査を行ったが、扇風機の有無の問題で急遽、振替えた経緯がある。
モ811・モ812は主に広見線など犬山地区の支線区にて運用され、動態保存車両として位置付けられた3400系「流線」や7300系との併結運用も存在した。
その後、相次ぐ新型車両の増備に伴って、1996年（平成8年）3月20日限りでモ812が運用を離脱した。モ811についても同年4月7日に行われたさよなら運転を最後に運用を離脱、モ811は同年4月11日付で除籍となり、名岐鉄道デボ800形として導入された車両群は全廃された。一方、モ812は運用離脱後に新川工場へ回送された。これは当時新川工場の各種業務を請け負った名鉄住商工業によって、モ812を事業用車として運用する計画があったためとされる。しかし、モ812も翌1997年（平成9年）5月6日付で除籍・解体処分され、本系列は全廃となった。また、モ811・モ812の退役によって、名鉄の架線電圧1,500 V路線区より非冷房車が消滅した。

## 譲渡・保存車両
他社への譲渡車両は、試験用車両としての用途を前提に東芝府中工場へ売却されたモ800形803と、福井鉄道へ貸与ののち譲渡されたク2310形2315の2両のみである。
ク2315は貸与に際して、福井鉄道の使用条件に合わせて架線電圧600 V対応化改造に加えて制御方式の間接非自動制御（HL制御）化・客用扉の手動扉化が施工されたほか、台車をD15から従来車の廃車発生品である東洋車輌BT-2釣り合い梁式台車に換装し、1969年（昭和44年）8月6日付で福井鉄道に入線した。貸与後は南越線へ配属され、主に多客時の増結用車両として運用された。当初はク2310形2315の原形式・原番号のまま運用され、翌1970年（昭和45年）6月の正式譲渡に際してクハ110形111の形式・記号番号が付与された。しかし、クハ111は前述の通りサ2315であった当時に戦災にて車体を焼損した戦災復旧車であり、老朽化の進行が著しかったことから1975年（昭和50年）11月に廃車となった。
その他、805編成（モ805-ク2313）、および名岐鉄道デボ800形を出自とする車両では最後まで残存したモ811の計3両が、廃車後いずれも静態保存された。
805編成は現用当時、豊田線の開通に先立つ1979年（昭和54年）6月に、信号や自動列車停止装置 (ATS) など保安装置の動作試験を行う試運転列車に充当された。その縁から、805編成は廃車後「豊田線を初めて走行した車両」として地元の豊田市へ2両とも寄贈され、鞍ヶ池公園にて2両編成を組成した状態で静態保存された。車体塗装や車内の仕様は概ね廃車当時のままとされ、2021年8月現在も現存する。
一方、モ811は1996年（平成8年）に廃車となったのち、製造元である日本車輌製造へ譲渡され、同年の日本車輌製造創業100周年を記念して同社豊川製作所の構内に開設された「メモリアル車両広場」にて静態保存された。保存に際しては各部の仕様をモ800形の「壮年期」に相当する1960年代頃の状態に復元する修復工事が実施された。外観は車体塗装をダークグリーン1色塗装とし、前照灯を原形の白熱灯仕様に復元、また高運転台化改造が施されていた運転台を両側とも原形に復元した。車内では、天井扇風機を撤去して照明機器を白熱灯照明に復元し、座席モケットを青色系のものへ交換するなど、各部に手を加えられた。ただし、車両番号表記は1960年代当時に付与された「802」ではなく廃車当時の「811」のままとされている。なお、モ811は2009年（平成21年）度に経済産業省認定の近代化産業遺産に認定された。